# Lijst van rijksmonumenten in Noordwelle
De plaats Noordwelle telt 13 inschrijvingen in het rijksmonumentenregister. Hieronder een overzicht.
| Object                                                                                           | Oorspronkelijke functie? | Bouwjaar                        | Architect | Locatie         | Coördinaten?                  | Nr.?  | Afbeelding                                                                                       |
| ------------------------------------------------------------------------------------------------ | ------------------------ | ------------------------------- | --------- | --------------- | ----------------------------- | ----- | ------------------------------------------------------------------------------------------------ |
| Huis met trapgevel                                                                               | Woonhuis                 | 1631 (jaartalankers)            |           | Dorpsring 4     | 51° 43' 6" NB, 3° 47' 31" OL  | 38808 | Meer afbeeldingen                                                                                |
| Huis met zadeldak, gepleisterde langsgevel aan de Ring. Vensters en deur vernieuwd               | Woonhuis                 | 18e-19e eeuw                    |           | Dorpsring 9     | 51° 43' 7" NB, 3° 47' 32" OL  | 38809 | Huis met zadeldak, gepleisterde langsgevel aan de Ring. Vensters en deur vernieuwd               |
| Huis met zadeldak, geverfde langsgevel aan de Ring. Schuiframen                                  | Woonhuis                 | 18e-19e eeuw                    |           | Dorpsring 10    | 51° 43' 8" NB, 3° 47' 32" OL  | 38810 | Huis met zadeldak, geverfde langsgevel aan de Ring. Schuiframen                                  |
| Huis met zadeldak, geverfde langsgevel aan de Ring. Schuiframen                                  | Woonhuis                 | 18e-19e eeuw                    |           | Dorpsring 13    | 51° 43' 8" NB, 3° 47' 33" OL  | 38813 | Huis met zadeldak, geverfde langsgevel aan de Ring. Schuiframen                                  |
| Huis onder zadeldak met langsgevel aan de Ring. Stoeppalen met krulijzers aan de gevel verbonden | Woonhuis                 | 1865                            |           | Dorpsring 17    | 51° 43' 7" NB, 3° 47' 36" OL  | 38814 | Huis onder zadeldak met langsgevel aan de Ring. Stoeppalen met krulijzers aan de gevel verbonden |
| Huis onder schilddak met gepleisterde langsgevel aan de Ring. Schuiframen                        | Woonhuis                 |                                 |           | Dorpsring 27    | 51° 43' 5" NB, 3° 47' 34" OL  | 38815 | Huis onder schilddak met gepleisterde langsgevel aan de Ring. Schuiframen                        |
| Huis onder zadeldak met geverfde langsgevel aan de Ring                                          | Woonhuis                 |                                 |           | Dorpsring 28    | 51° 43' 5" NB, 3° 47' 34" OL  | 38816 | Huis onder zadeldak met geverfde langsgevel aan de Ring                                          |
| Huis onder zadeldak met gepleisterde langsgevel aan de Ring. Voordeur en stoeppalen              | Woonhuis                 | 18e eeuw                        |           | Dorpsring 29    | 51° 43' 5" NB, 3° 47' 33" OL  | 38817 | Meer afbeeldingen                                                                                |
| Nederlands Hervormde Kerk: toren                                                                 | Kerk en kerkonderdeel    | midden 15e eeuw/midden 16e eeuw |           | Dorpsring 32    | 51° 43' 6" NB, 3° 47' 33" OL  | 38818 | Meer afbeeldingen                                                                                |
| Nederlands Hervormde Kerk: kerk                                                                  | Kerk en kerkonderdeel    | midden 15e eeuw                 |           | Dorpsring 32    | 51° 43' 6" NB, 3° 47' 34" OL  | 38819 | Meer afbeeldingen                                                                                |
| Hoeve Landzicht                                                                                  | Boerderij                | eind 18e eeuw / begin 19e eeuw  |           | Stoofweg 42     | 51° 43' 19" NB, 3° 47' 31" OL | 38820 | Meer afbeeldingen                                                                                |
| Herenhuis/boerderij "Zeelandia"                                                                  | Boerderij                | 19e eeuw                        |           | Lokkershofweg 1 | 51° 42' 53" NB, 3° 47' 59" OL | 38821 | Meer afbeeldingen                                                                                |
| Woonhuis met aangebouwde landbouwschuur                                                          | Boerderij                |                                 |           | Wellandweg 12   | 51° 43' 10" NB, 3° 47' 21" OL | 38822 | Meer afbeeldingen                                                                                |